# László Cseh
|  | No s'ha de confondre amb László Cseh (futbolista). |

László Cseh   (Budapest, 3 de desembre de 1985) és un ex nedador hongarès olímpic.
Les seves especialitats són les proves d'estils, papallona i esquena.
En els Jocs Olímpics d'Atenes 2004, va acabar tercer en la prova de 400 metres estils amb un temps de 4: 12.15, per darrere de Michael Phelps i Erik Vendt. El 8 de desembre de 2005, en els Campionats d'Europa d'Hivern a Trieste, va establir un nou rècord mundial en 200 metres estils en piscina de 25 metres amb un temps d'1: 53.46 (el qual, va ser batut posteriorment per Ryan Lochte en el campionat Mundial de Natació en Piscina Curta de 2006). Aquest mateix any va ser campió del món dels 400 m estils en el Campionat Mundial de 2005. En els Jocs Olímpics de Pequín va guanyar la medalla de plata en els 200 m papallona, 200 m estils i 400 m estils, i a Londres 2012 una medalla de bronze en els 200 m estils.
És ex plusmarquista mundial dels 200 m estils i 400 m estils en piscina curta.
Els seus entrenadors han estat György Turi i Zoltán Nemes, i el seu club és el Köbánya Sport Club.